# ألكسندر جوركوف
ألكسندر جوركوف (بالألمانية: Alexander Gorkow) (ولد في عام 1966 في دوسلدورف) هو كاتب وصحفي ألماني.
درس الأدب الألماني في العصور الوسطة والفلسفة. يعمل منذ عام 1993 في صحيفة Süddeutschen Zeitung ، ويرأس حاليا ملحق يوم الأحد الذي ينشر منذ عام 2002 وهو SZ am Wochenende . نشر في عام 2003 روايته Kalbs Schweigen. ثم في عام 2007 روايته التي أثنى عليها النقاد Mona.